# Darrell D'Silva
Darrell D'Silva (nascido em 5 de janeiro de 1967, em Rotherham) é um ator britânico de teatro e cinema, notável pelos seus trabalho com a Royal Shakespeare Company. Sua filmografia inclui Criminal Justice, Poppy Shakespeare, Dirty Pretty Things e Closer to the Moon.